# Mongala (rivière)
Pour les articles homonymes, voir Mongala.
La Mongala est une rivière de République démocratique du Congo, affluent du fleuve Congo.

## Géographie
La rivière traverse les territoires de Lisala, Budjala, et Businga. La rivière est navigable sur 329 km d'avril à décembre. Sa crue minimum est de 1,30 m et sa décrue de 1 mètre.

## Affluents
Depuis la source jusqu'à l'embouchure sur le fleuve Congo :
- Ebola
  - Guge
  - Loba
  - Liango
  - Kambe
- Dwa
  - Kabe
  - Yowa
  - Eredika
- Likame
  - Loko
- Libala
  - Zulu
- Motima
- Mokabi
- Etepo
- Sumbu
- Banga Melo